# Gustave Samuel de Rothschild
Gustave Samuel de Rothschild (Pariz, 17. veljače 1829. – Pariz, 29. studenog 1911.), francuski bankar iz francuske linije bogate židovske obitelji Rothschild.
Rodio se kao drugi sin i i treće od petero djece u obitelji Jakoba Mayera Rothschilda (1792. – 1868.) i Guttle Schnapper (1753. – 1849.). Stekao je obrazovanje na Collège Bourbo, a po završetku školovanja odrađivao je praksu u obiteljskoj banci u Frankfurtu u Njemačkoj. Kasnije je preuzeo vodstvo francuske obiteljske banke de Rothschild Frères, zajedno sa svojim bratom Alphonseom (1827. – 1905.), a bio je i direktor Sjeverne željeznice i kompanije PLM.
Bio je član pariškog židovskog konzistorija od 1852. godine, a potom i njegov predsjednik te je nastojao poboljšati uvjete židovske zajednice u gradu. Godine 1866. osnovao je hebrejsku osnovnu školu, koja nosi njegovo ime, a bio je i direktor bolnice Rothschild. Godine 1904. utemeljio je, zajedno s braćom, Zakladu Rothschild kako bi izgradio nastambe za obrtnike.
Godine 1859. vjenčao se s Cécilijom Anspach, s kojom je imao šestoro djece:
- Octave (1860. – 1860.)
- Zoé Lucie Betty de Rothschild (1863. – 1916.)
- Aline Caroline de Rothschild (1867. – 1909.)
- Bertha Juliette de Rothschild (1870. – 1896.)
- André (1874. – 1877.)
- Robert de Rothschild (1880. – 1946.)